# Gonatocerus longiterebratus
Gonatocerus longiterebratus är en stekelart som beskrevs av Subba Rao 1989. Gonatocerus longiterebratus ingår i släktet Gonatocerus och familjen dvärgsteklar. Inga underarter finns listade i Catalogue of Life.